# Люксембурзький референдум щодо Конституції Європейського Союзу (2005)
Референдум щодо Конституції Європейського Союзу в Люксембурзі — проводився 10 липня 2005 року з метою з'ясувати, чи повинен Люксембург ратифікувати запропоновану Конституцію Європейського Союзу. За результатом референдуму, більшість виборців Люксембургу (56,52 %) схвалили ратифікацію документа.
Питання, винесене на референдум, було таке:
фр. Etes-vous en faveur du Traité établissant une Constitution pour l'Europe, signé à Rome, le 29 octobre 2004?
Ви за підтримку Договору, який встановлює Конституцію для Європи, підписаного 29 жовтня 2004 року?
Попередні опитування показували невелику перевагу за Конституцію при великій частці тих, хто вагався (16 %). Жан-Клод Юнкер, прем'єр-міністр Люксембургу, заявив до голосування, що він піде у відставку при негативному результаті референдуму. Традиційно Люксембург розглядається як один з найбільш проєвропейськи налаштованих членів Союзу. Як урядові, так і опозиційні партії країни виступали за Конституцію. Люксембург після референдуму став 13-ю державою ЄС, яка ратифікувала Конституцію. Хоча референдум мав рекомендаційний характер, парламент зобов'язався діяти згідно з результатом.
Фактично ратифікація Конституції Люксембургом носила лише символічний характер, оскільки пройшла після того, як Франція і Нідерланди її відкинули, і одноголосне рішення необхідне для введення Конституції в дію стало неможливим.

## Результати
| Участь у референдумі:     |         |         |
| Всього бюлетенів          | 199 609 | 90,44 % |
| Не голосувало             | 21 108  | 9,56 %  |
| Всього виборців           | 220 717 | 100 %   |
| Бюлетені:                 |         |         |
| Дійсних                   | 193 715 | 97,05 % |
| Незаповнених та недійсних | 5 894   | 2,95 %  |
| Всього голосів            | 199 609 | 100 %   |
| Так чи Ні:                |         |         |
| Так (в підтримку)         | 109 494 | 56,52 % |
| Ні (проти)                | 84 221  | 43,48 % |
| Всього                    | 193 715 | 100 %   |